# Генкина, Ася Михайловна
Боля (Ася) Михайловна Генкина (29 апреля 1908, Брянск — 21 ноября 1999, Нью-Гемпшир) — советская детская писательница, первая жена Владимира Лифшица (1913—1978), мать Льва Лосева (1937—2009).
Родилась 29 апреля 1908 года в Брянске Орловской губернии в семье кустаря-переплётчика. Два года проучилась в Ленинградской консерватории пению, затем увлеклась литературой, занималась в поэтических кружках и вслед за мужем «решила писать для детей». Окончила Литинститут. 
Печаталась с 1931 года. В 1943—1946 годах вышло несколько сборников её стихов, главным образом для дошкольного возраста. Автор стихотворной «Сказки о том, как котята разругались с котом» (1935). В 1946 году в «Детгизе» вышла книжка «Наш дом». 
Её брак с поэтом Владимиром Лившицом продолжался приблизительно с 1936 по 1946 годы. Сына Льва воспитывал отчим. После эмиграции сына в США последовала за ним. Умерла 21 ноября 1999 года в доме престарелых в Нью-Гэмпшире.